# Bosque dos Jequitibás
O Bosque dos Jequitibás, criado na década de 1880, é um parque localizado no bairro Bosque, na Região Central da cidade de Campinas, sendo uma das maiores e mais antigas áreas de lazer da cidade, com aproximadamente um milhão de visitantes por ano. Está localizado a uma altitude entre 652 m e 681 m. Possui uma área total aproximadamente 10 ha, enquanto a área de reserva florestal nativa da Mata Atlântica é de 2,33 ha, misturada a outros tipos de vegetação e edificações. Comporta um zoológico com animais silvestres, um museu natural, um aquário municipal, quiosques, que vendem comida para visitantes e o Teatro Carlos Maia, para crianças.

## História
Até o final do século XIX toda a região onde hoje está o Bosque era denominada "Campo das Caneleiras" e pertencia a Francisco Bueno de Miranda. Em 1880, ele resolveu tornar o lugar um ponto de recreio da população. O arquiteto Ramos de Azevedo realizou um projeto que deu à área o conceito de jardim inglês, o que havia sido feito alguns anos antes no Jardim Público de Campinas (atual Centro de Convivência), acrescentando ao bosque um chalé, um restaurante, entre outras construções.
D. Pedro II, em sua última viagem a Campinas (1886) visitou o Bosque dos Jequitibás, tendo se impressionado com a beleza da área e sugerido que se tornasse de visitação pública.
Em 1915, o Bosque foi adquirido pela Prefeitura de Campinas. Nas décadas seguintes, projetos paisagísticos e urbanísticos de Anhaia Melo e Prestes Maia vieram aprimorar o conceito do Bosque e inseri-lo no contexto de desenvolvimento vivido pela cidade de Campinas ao longo do século XX.
Em 2023, com a grande quantidade de chuvas e a falta de supervisão e manutenção técnica do Município de Campinas, o Bosque dos Jequitibás foi interditado temporariamente pelo Município de Campinas, junto dos outros parques municipais de Campinas, para evitar novos acidentes decorrentes das quedas de árvores.

## Reconhecimentos oficiais
O Bosque dos Jequitibás foi tombado pelo CONDEPHAAT (Conselho de Defesa do Patrimônio Histórico, Arqueológico, Artístico e Turístico do Estado de São Paulo) em 1970, tendo sido o primeiro bem tombado no município (quase uma década depois - 1979 - é que aconteceu o segundo tombamento, pelo órgão, em Campinas: Capela Nossa Senhora da Boa Morte). É um dos Parques Públicos mais antigos da cidade. 
Visando garantir a preservação ambiental do local, em 1993 o Condepacc (Conselho de Defesa do Patrimônio Artístico e Cultural de Campinas) tombou sua área envoltória, através da proibição da construção de edificações com mais de dois pavimentos, em um raio de 100 m. Em 1995 foi obtido o reconhecimento de seu minizoológico por parte do IBAMA (Instituto Brasileiro do Meio Ambiente).
O Museu de História Natural de Campinas, igualmente incluído na área do Bosque dos Jequitibás, teve seu regimento interno estabelecido em 2004.
Entretanto, ao longo do tempo, o Bosque dos Jequitibás atravessou problemas, tal como o abandono de animais domésticos e risco de transmissão de doenças, obrigando ações por parte do poder público. Visando ao bem estar animal, foi apresentado (2019) projeto de lei para proibir a entrada de novos animais em cativeiro, sendo os atuais mantidos até a finalização de seus ciclos de vida, e passando a permitir apenas aqueles de vida livre na área.  

## Atrações dentro do Bosque
- Aquário Municipal
- Casa do Caboclo (moradia de moradia rural, feita em pau-a-pique).
- Museu de História Natural de Campinas.
- Teatro Carlos Maia (teatro infantil)
- Minizoológico

## Galeria de Fotos

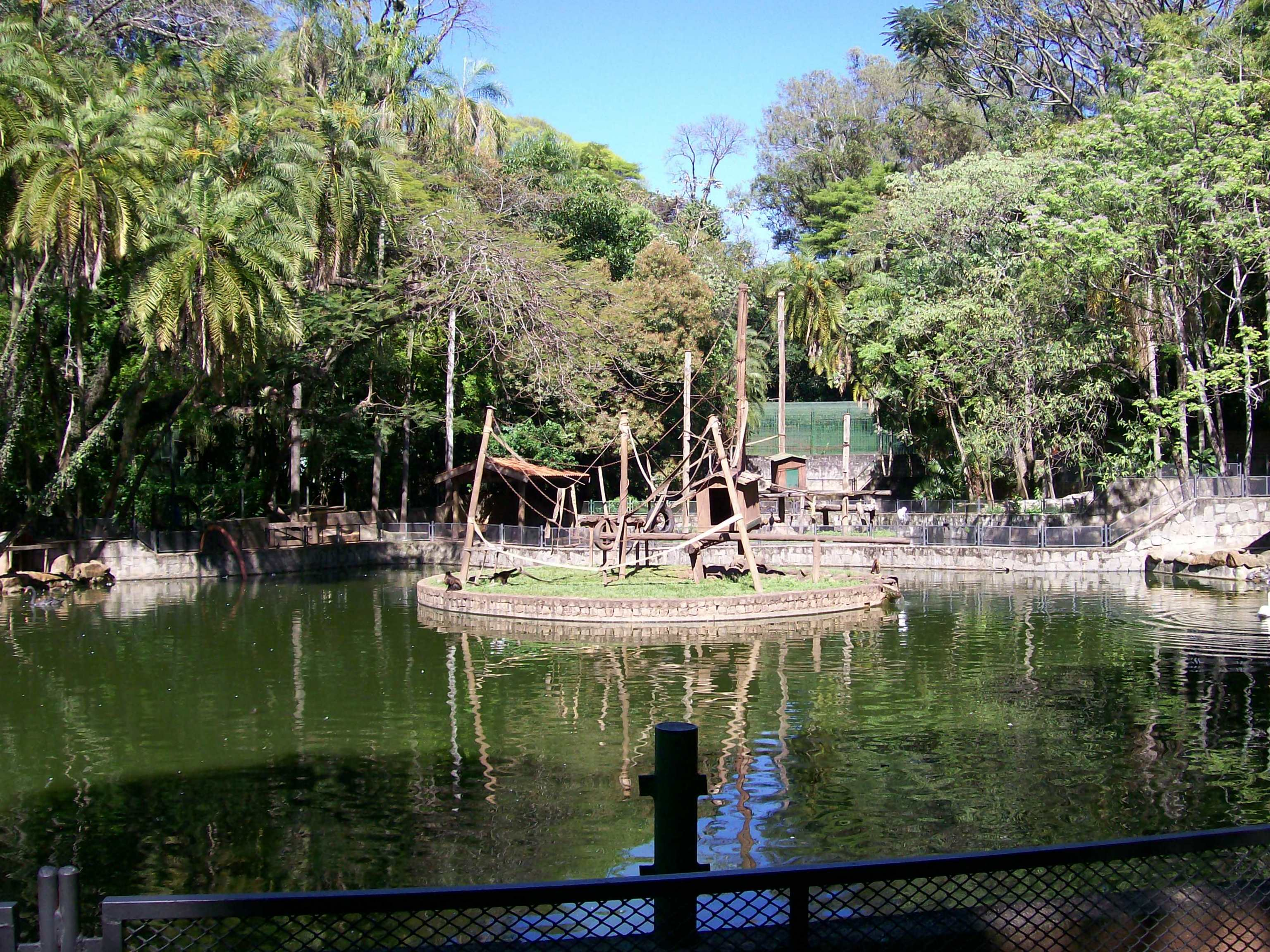
Laguinho dentro do minizoo do Bosque
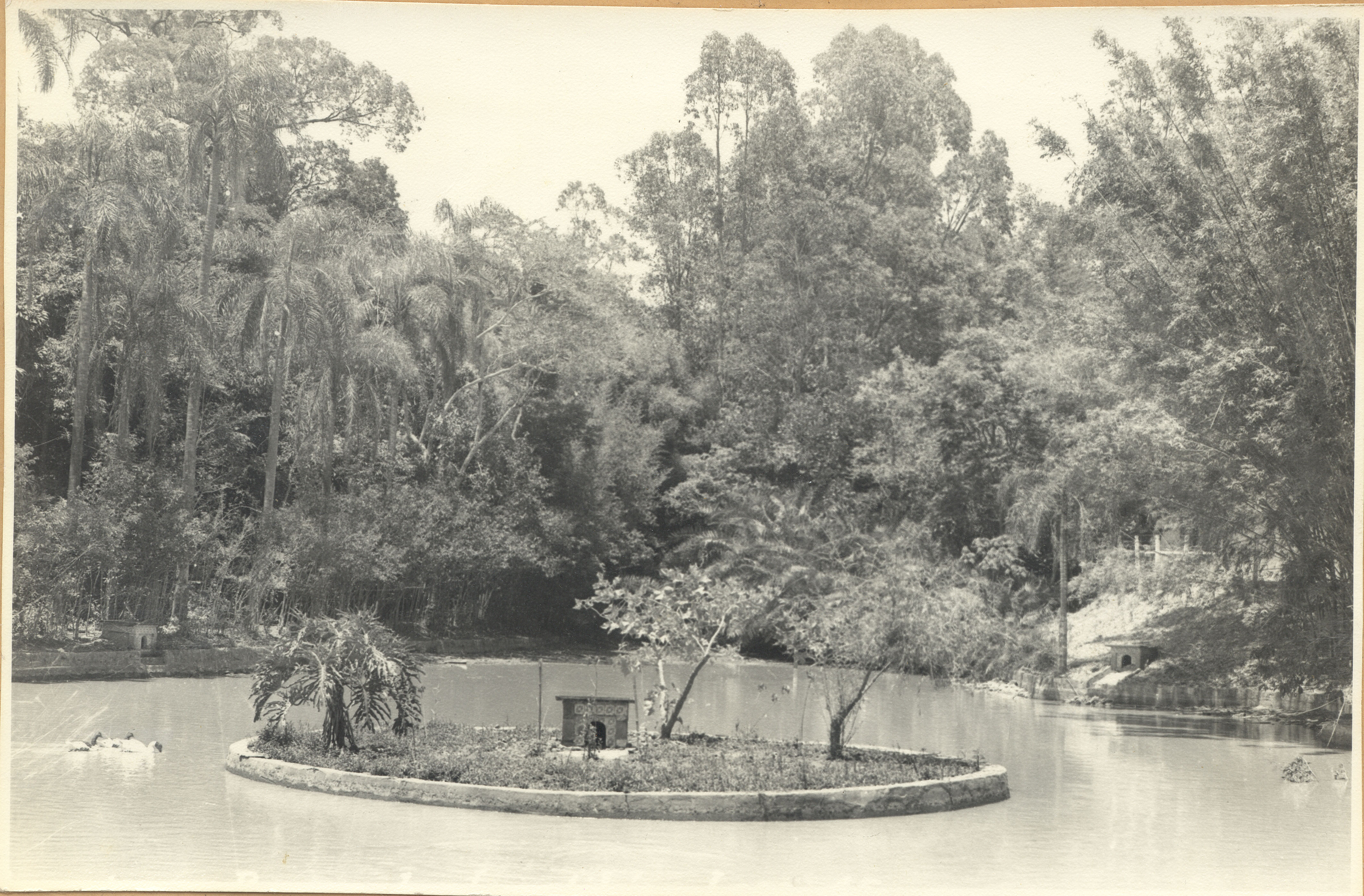
na década de 1940
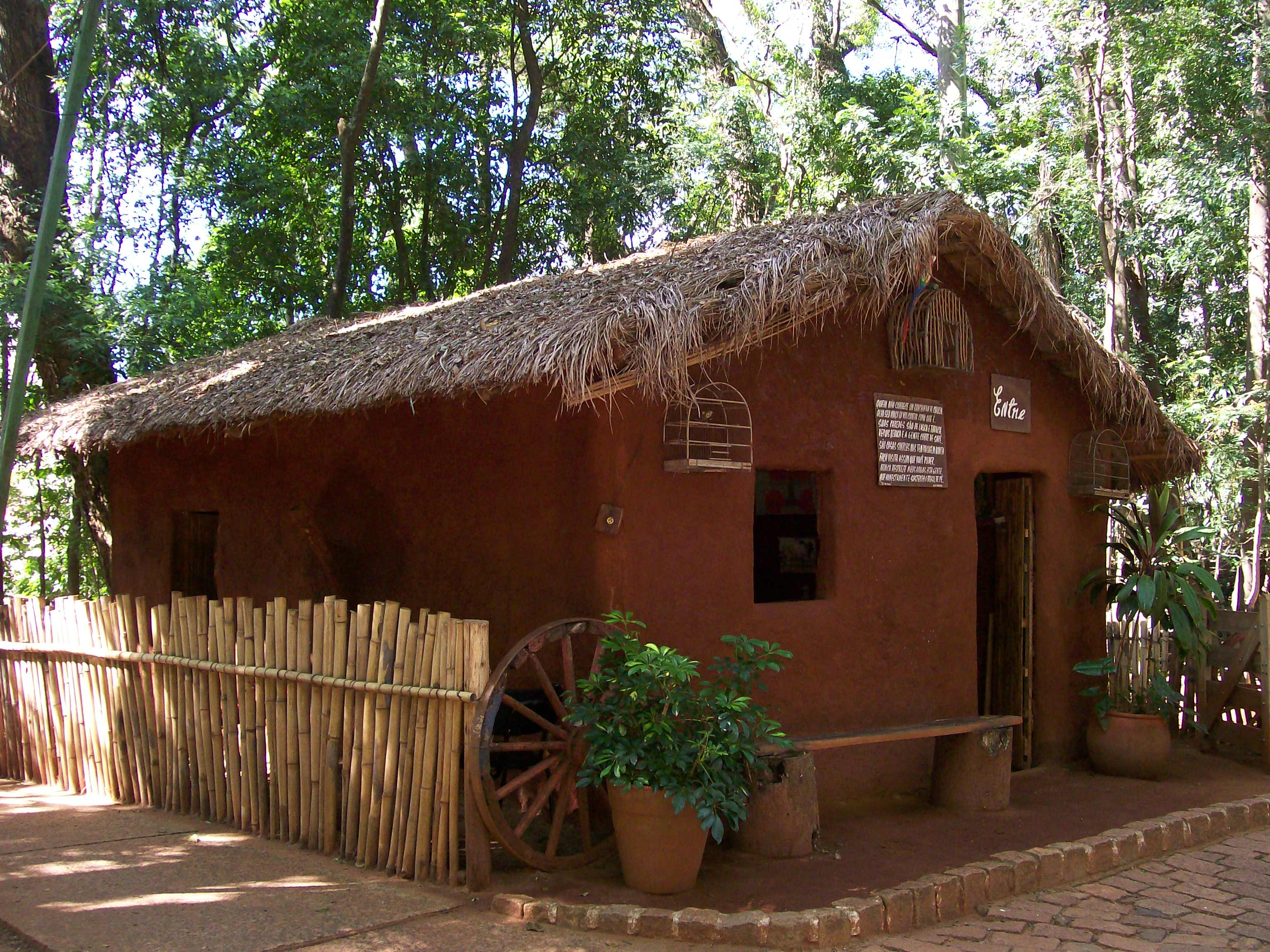
A Casa do Caboclo, exemplo de moradia rústica.
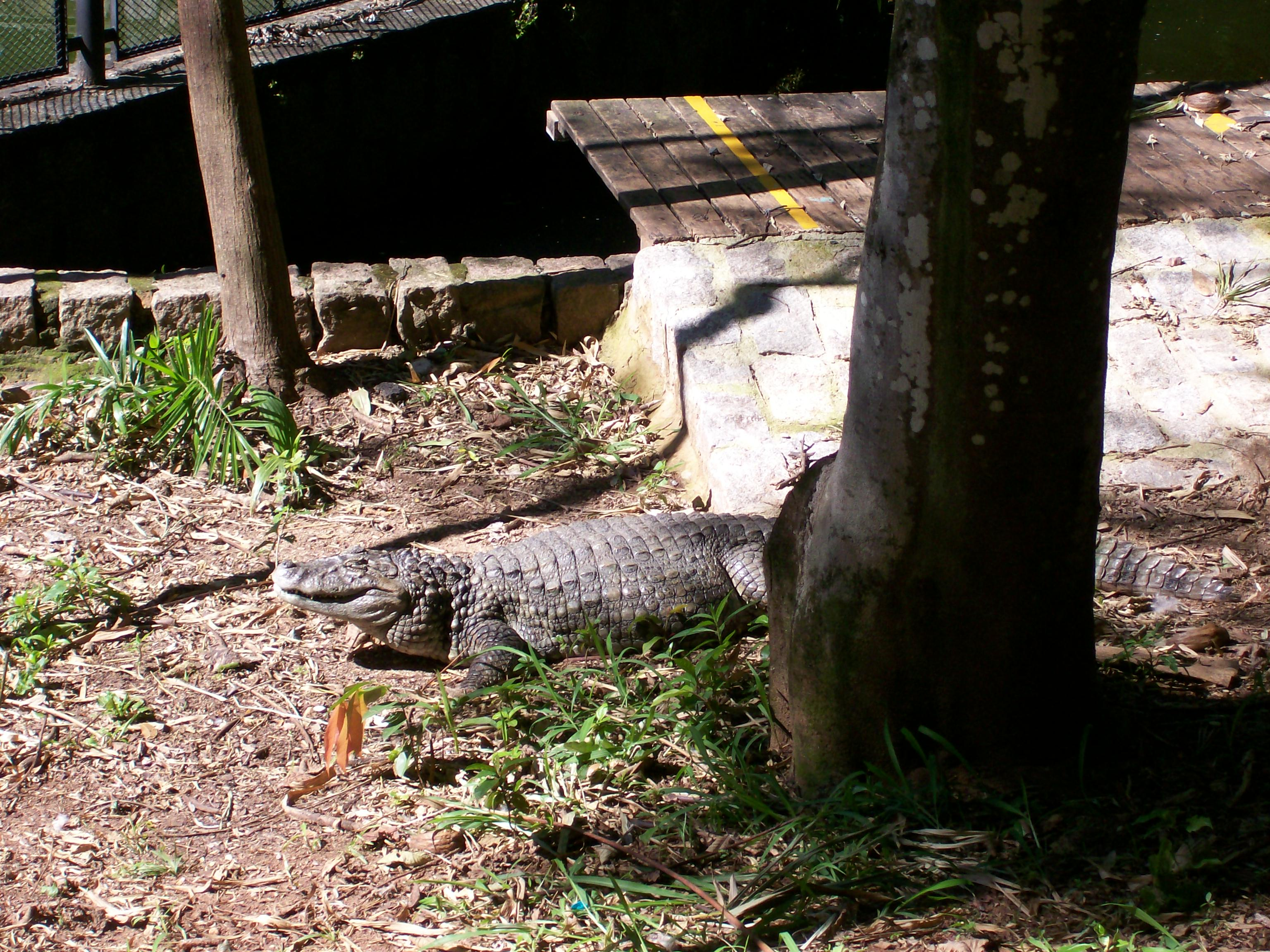
Jacaré ao sol no minizoo do Bosque.
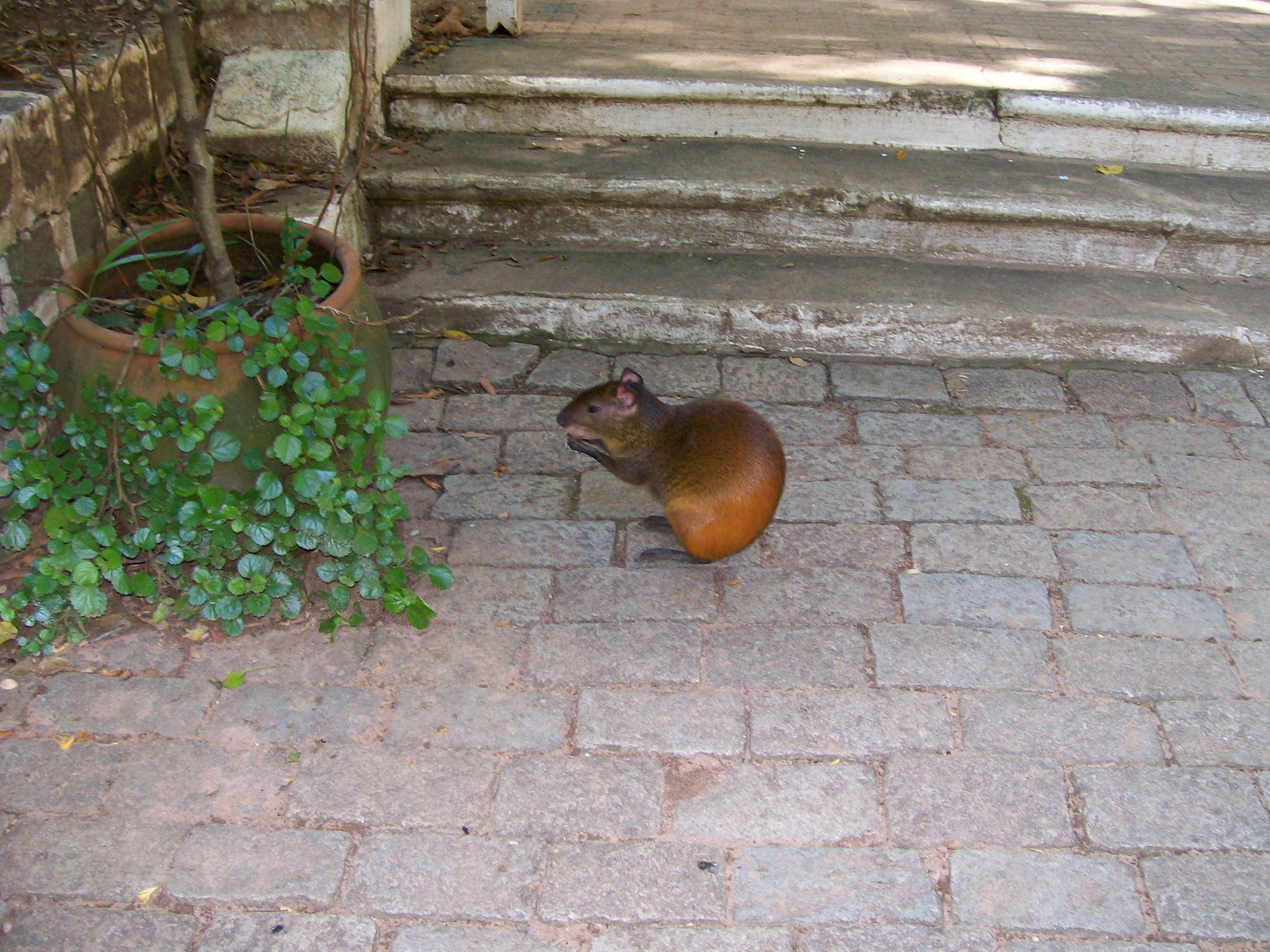
Cutia livre dentro do Bosque.
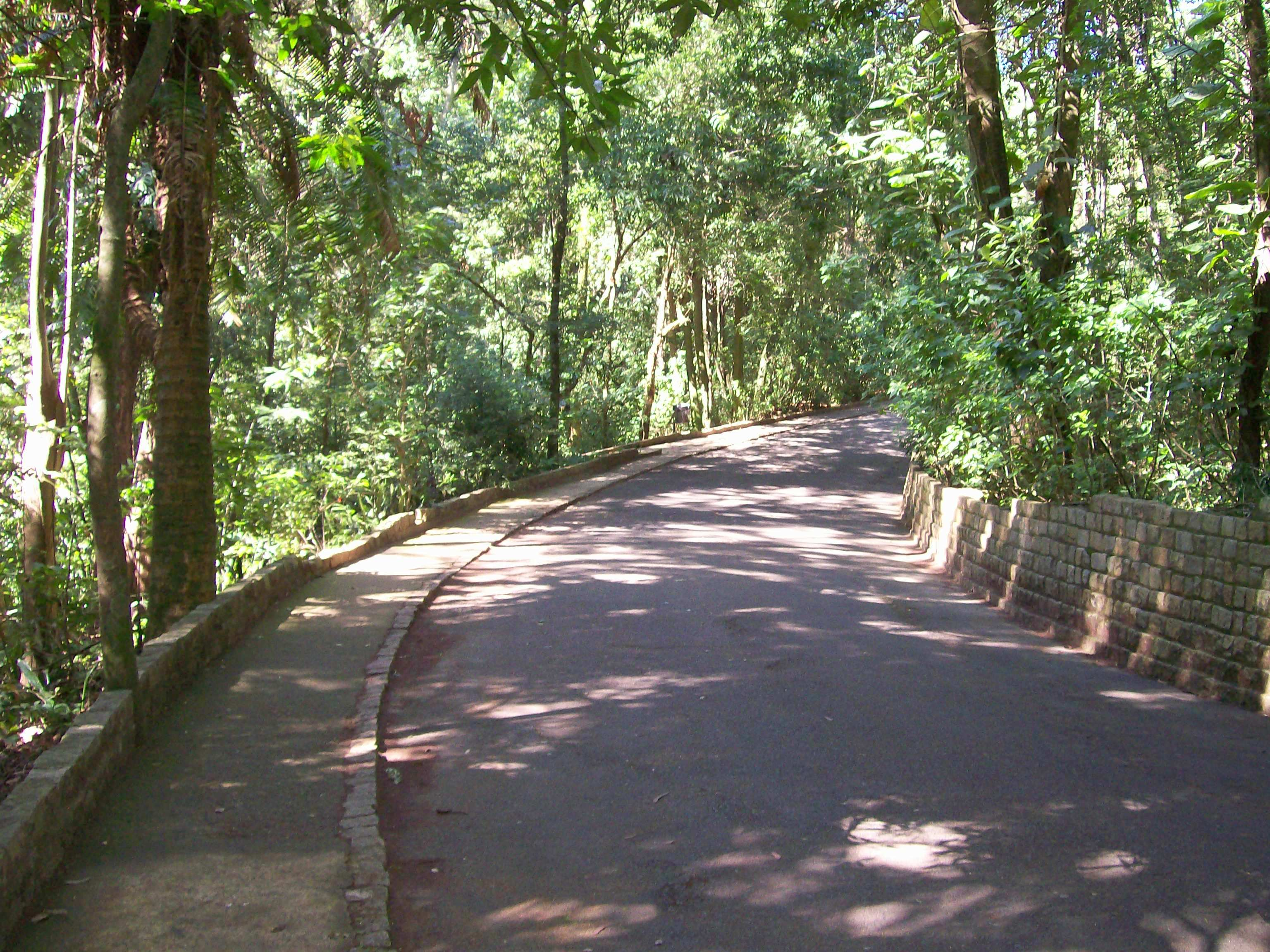
Parte do caminho principal do Bosque, com comprimento de aproximadamente 1km.
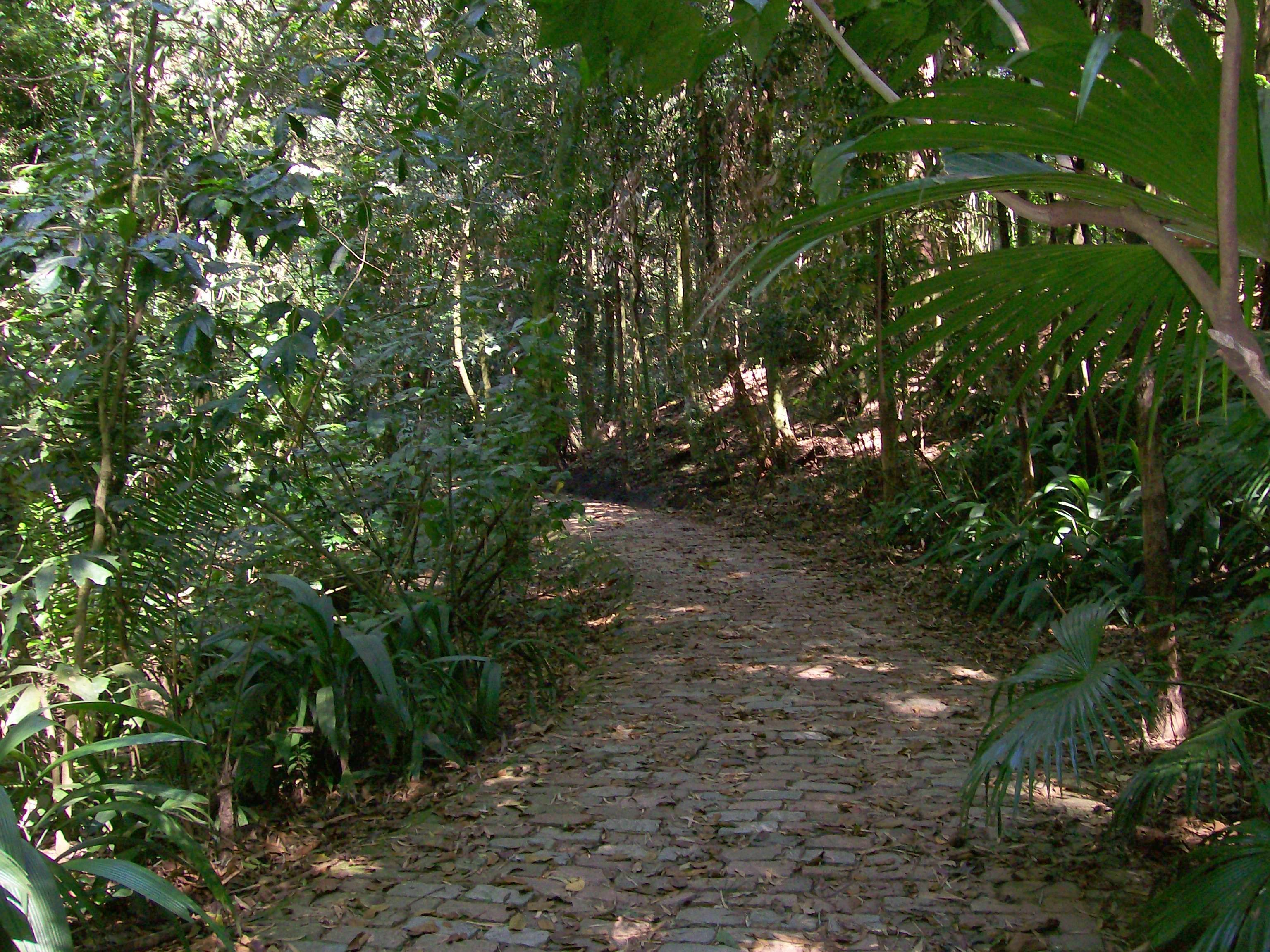
Um caminho interno dentro do Bosque.
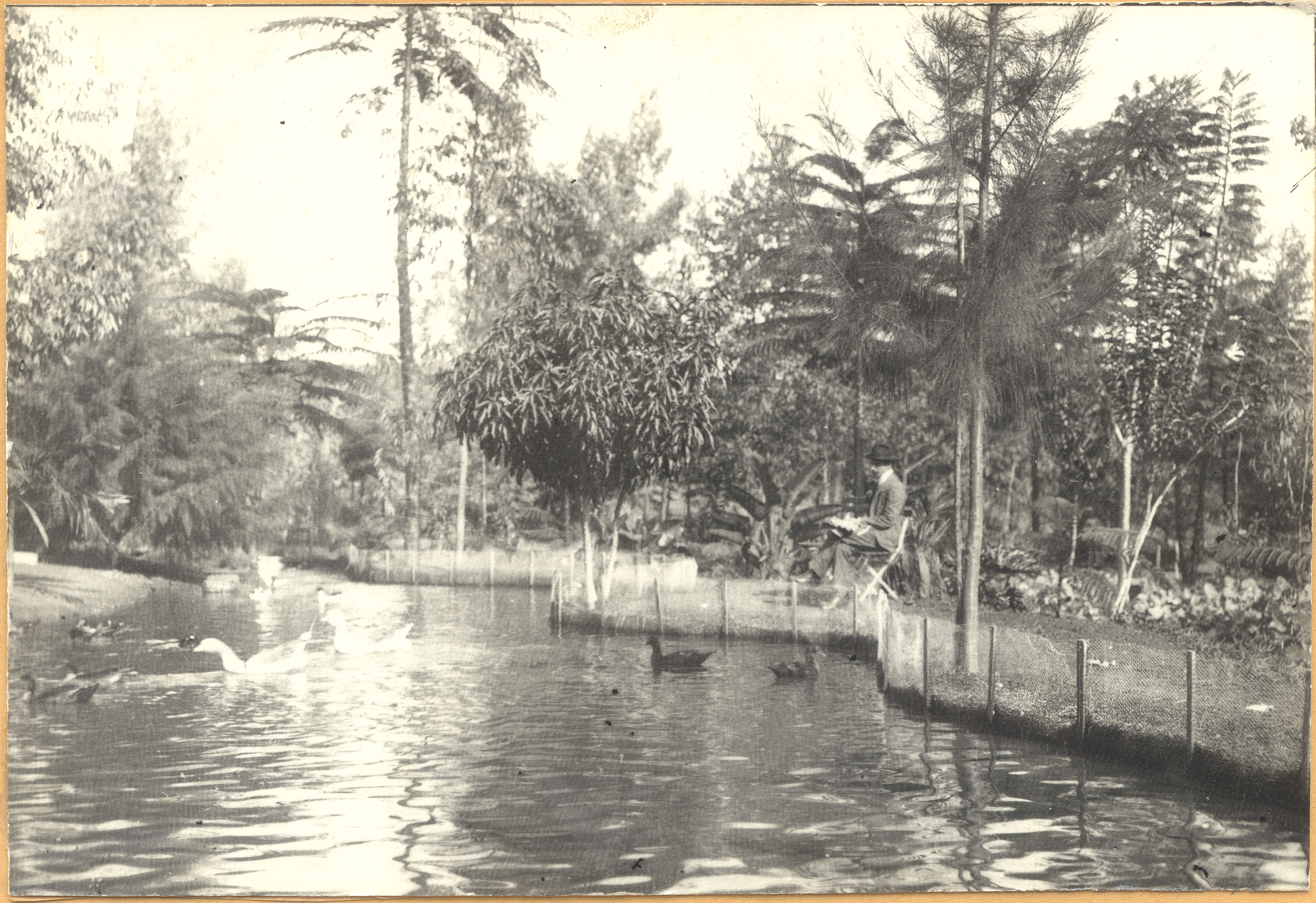
em 1929
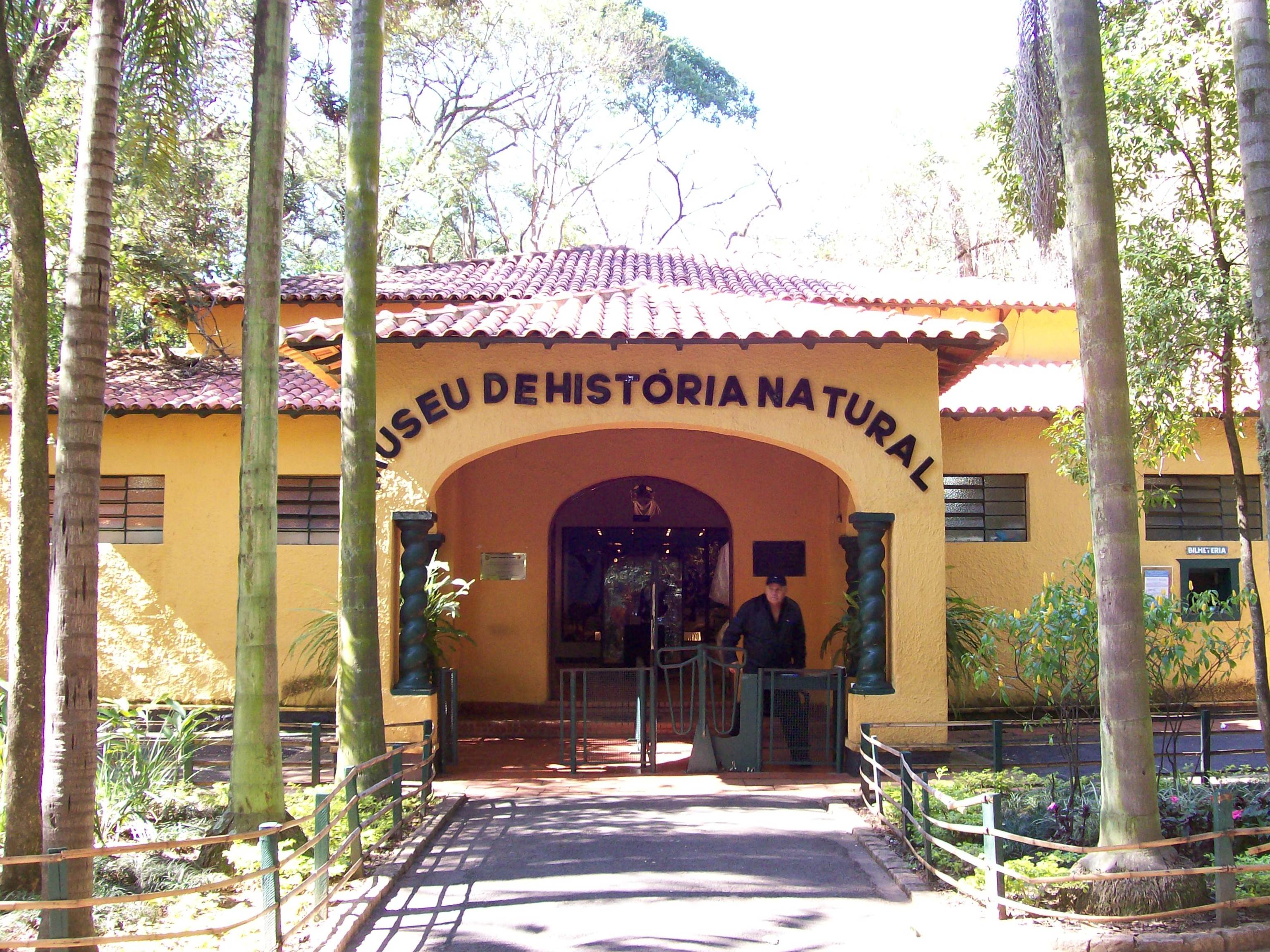
O Museu de História Natural de Campinas fica dentro do Bosque.
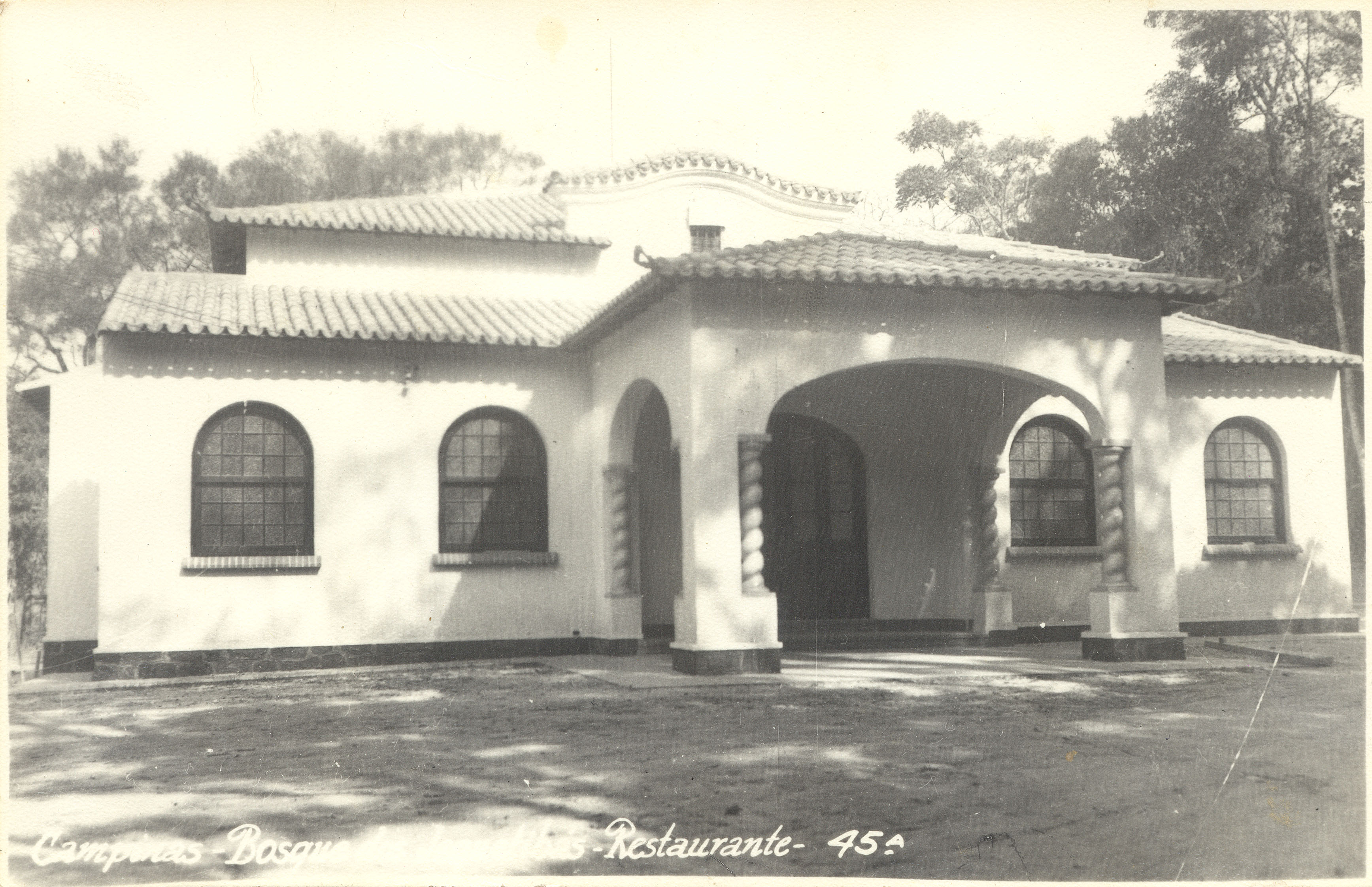
Bosque na década de 1930
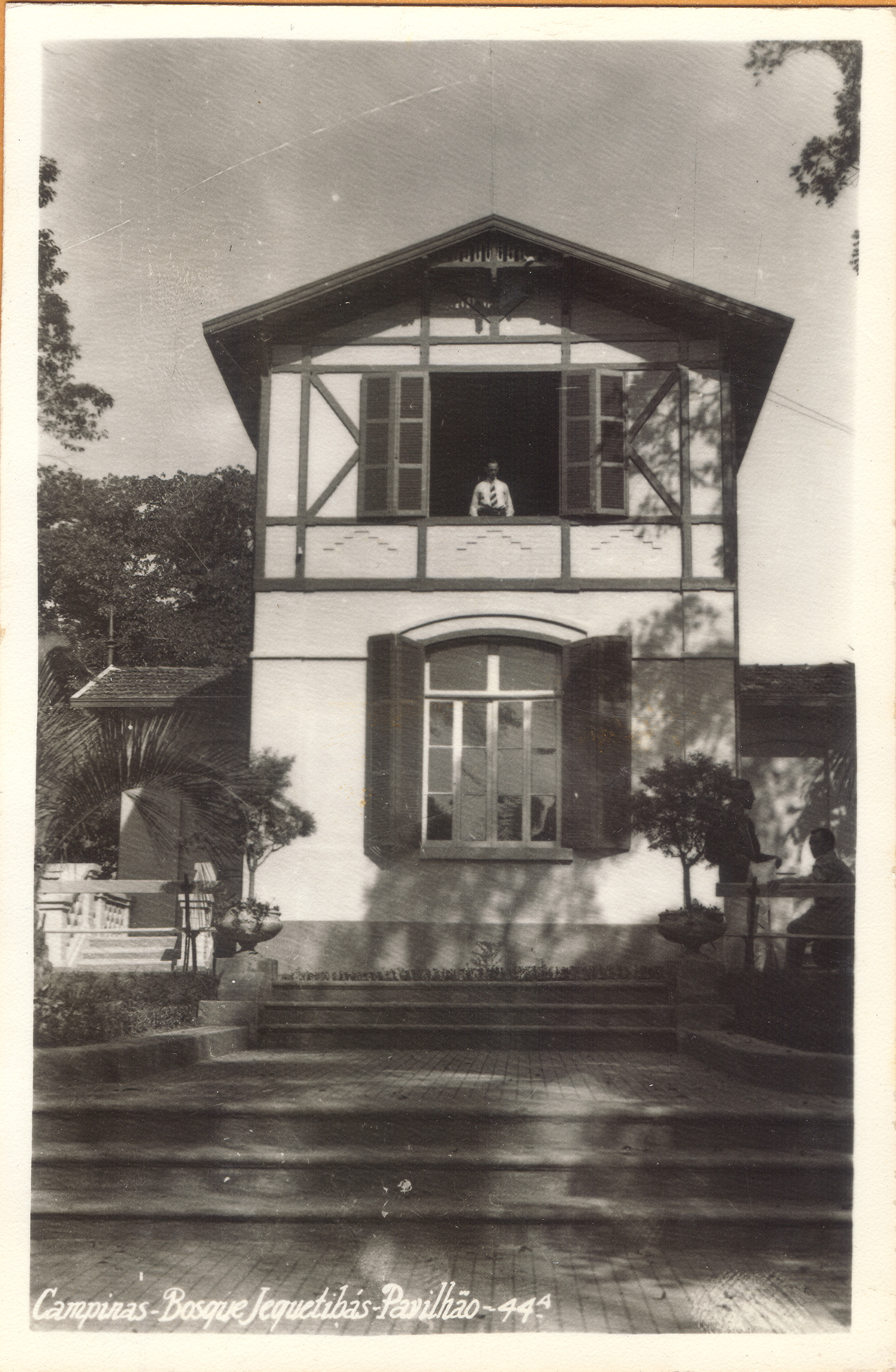
Pavilhão na década de 1940